# Ерве Базен
Ерве Базен (на френски: Hervé Bazin) е френски писател, автор на няколко стихосбирки и множество романи. Член на Академията Гонкур от 1958 г. и неин председател от 1973 г. до края на живота си. Като противник на ядреното въоръжаване, през 1979 г. е отличен с Ленинска награда за мир.

## Биография
Роден е на 17 април 1911 г. в Анже. Завършва литература в Сорбоната. за дебютната си стихосбирка „Денят“ през 1947 г. получава наградата „Аполинер“ (на френски: Prix Guillaume Apollinaire). Въпреки този успех Базен се преориентира към писането на романи, първоначално изпълвани с автобиографичен материал, свързан с травми от детството му. В по-късните книги психологията отстъпва на свободното творчество и хумористичната му книга „Да оскубем птицата“ получава наградата за черен хумор „Ксавие Форнере“. При една равносметка, Ерве Базен е „достоен приемник и продължител на отдавнашни традиции във френската литература“.
Умира на 17 февруари 1996 г.